# Darxide
Darxide ist ein Shoot ’em up, das 1995 ausschließlich in Europa auf den Markt kam. Es ist das letzte veröffentlichte Videospiel für das Sega 32X.

## Spielprinzip
Es lehnt sich an den Klassiker Asteroids aus dem Jahre 1979 an und verlegt das Spielgeschehen in die dritte Dimension.
Der Spieler schlüpft in die Rolle eines Astronauten, um Kolonien der Menschheit im Weltraum vor Aliens und Asteroiden mit seinen Raumschiff zu schützen. Das muss pro Level innerhalb eines gewissen Zeitlimits geschehen. Besonderes Augenmerk ist dabei auf die Asteroiden zu legen, da diese in kleinere Brocken zerfallen können und somit eine weitere Gefahr darstellen. Manchmal sind auch nützliche Dinge wie etwa Energiepakete und bessere Waffen enthalten.

## Entwicklung
Ein Teil des Programmierteams wirkte bereits am 1984 veröffentlichten Spiel Elite mit. Als eines der wenigen 32X-Titel nutzt Darxide Texture Mapping.

## Rezeption
Zum Zeitpunkt des Release erhielt das Spiel recht gute Wertungen. Viele waren überrascht, dass noch eine exklusive Entwicklung für die bereits „tote“ Erweiterung 32X erschien.
- Mega Fun 3/96: 63 % (Grafik 71 %, Sound 77 %)
- Video Games 2/96: 72 % (Grafik 78 %, Sound 50 %)[4]

Im „Klassik-Test“ der Maniac lautet das Testurteil wie folgt:

„Billiger ”Asteroids”-Clone in ruckliger 3D-Grafik, mit dämlichen Gegnern und kaum Abwechslung.“

Heutzutage gilt Darxide als eines der seltensten und teuersten 32X-Spiele.

## Nachfolger
Im Februar 2003 erschien eine überarbeitete Umsetzung für Symbian und Windows Mobile unter den Titel Darxide EMP.